# Munkholmen
Munkholmen (in norreno Hólmr, Niðarhólmr) è una piccola isola con un'area di 13000 m² situata a circa 2 km dal centro di Trondheim nel Trondheimsfjord.
Nella stagione estiva l'isola attrae molti visitatori, che qui possono nuotare oppure prendere il sole. È presente anche un bar e un piccolo ristorante con posti a sedere all'esterno. L'isola è raggiungibile tramite un traghetto da Ravnkloa, a Trondheim.
Munkholmen è citata da Snorri Sturluson con il nome di Nidarholm, essa veniva utilizzata come sede per le esecuzioni.
Sull'isola sorgeva un monastero benedettino dedicato ai santi Benedetto e Lorenzo, fondato intorno al 1100 (secondo altre fonti sarebbe stato fondato da Canuto il Grande nel 1028). Il monastero venne poi soppresso dopo la Riforma protestante.
Durante le guerre condotte da re Carlo Gustavo tra il 1657 e il 1660 l'isola venne occupata dagli svedesi che vi installarono una batteria di artiglieria, ma nel 1660 il regno di Danimarca-Norvegia riuscì ad occuparla nuovamente costruendo una fortificazione permanente.
Il nome Munkholmen è entrato in uso nel XVII secolo e la fortezza è stata utilizzata come prigione dal 1680 al 1850. Il prigioniero più famoso incarcerato è stato Peder Griffenfeld, la cui prigionia fu raccontata dall'autore francese Victor Hugo nel romanzo Han d'Islanda.
Dopo le Guerre napoleoniche la fortezza venne ricostruita per adattarla alle nuove strategie belliche, dotata di 60 cannoni e ampliata in modo da poter ospitare 500 uomini; la prigione venne soppressa nel 1850. Nel 1893 infine la fortezza cessò di essere utilizzata.
Durante la seconda guerra mondiale i soldati tedeschi, risistemarono parzialmente le fortificazioni e vi costruirono delle postazioni dotate di armi contraeree a difesa della loro base di sottomarini Dora situata a Trondheim.